# Campolongo al Torre
Pour les localités ayant un nom similaire, voir Campolongo.
Campolongo al Torre est une ancienne commune italienne, maintenant une frazione de Campolongo Tapogliano, dans la province d'Udine dans la région du Frioul-Vénétie Julienne dans le nord-est de l'Italie.
Le 1er janvier 2009, Campolongo al Torre a fusionné avec sa voisine Tapogliano pour former la nouvelle commune de Campolongo Tapogliano, à la suite de la loi régionale du Frioul-Vénétie Julienne n° 18 du 27 juillet 2007, approuvée par 85,47 % des habitants des deux anciennes communes lors du référendum du 25 novembre 2007.